# Say It (Flume)
Say It è un singolo del produttore musicale australiano Flume, pubblicato il 22 aprile 2016 come terzo estratto dal secondo album in studio Skin.

## Descrizione
Quinta traccia dell'album, Say It è stata prodotta da Flume ed è stata scritta da Harley Streten con Daniel Johns ed Ebba Nilson, in arte Tove Lo, e vede la partecipazione vocale di quest'ultima.

## Video musicale
Il videoclip è stato reso disponibile il 29 settembre 2016.

## Tracce
Testi e musiche di Harley Streten, Ebba Nilson e Daniel Johns, eccetto dove indicato.
Streaming
1. Say It (feat. Tove Lo) – 4:20
2. Wall Fuck – 3:08 (Harley Streten)

CD promozionale (Regno Unito)
1. Say It (feat. Tove Lo) (Radio Edit) – 3:43

Download digitale – Clean Bandit Remix
1. Say It (feat. Tove Lo) (Clean Bandit Remix) – 5:30

Download digitale – Illenium Remix
1. Say It (feat. Tove Lo) (Illenium Remix) – 4:27

Download digitale – Remixes EP
1. Say It (feat. Tove Lo) – 4:22
2. Say It (feat. Tove Lo) (Clean Bandit Remix) – 5:30
3. Say It (feat. Tove Lo) (Anna Lunoe Remix) – 4:11
4. Say It (feat. Tove Lo) (SG Lewis Remix) – 4:57
5. Say It (feat. Tove Lo) (Stwo Remix) – 4:26

## Formazione
Musicisti
- Tove Lo – voce
- Daniel Johns – voce aggiuntiva

Produzione
- Flume – produzione, missaggio
- Matt Colton – mastering
- Eric J Dubowsky – missaggio
- Harley Streten – missaggio

## Classifiche

### Classifiche settimanali
| Classifica (2016) | Posizione massima |
| ----------------- | ----------------- |
| Australia         | 5                 |
| Belgio (Fiandre)  | 36                |
| Belgio (Vallonia) | 58                |
| Canada            | 61                |
| Francia           | 154               |
| Irlanda           | 77                |
| Nuova Zelanda     | 15                |
| Regno Unito       | 69                |
| Repubblica Ceca   | 52                |
| Slovacchia        | 51                |
| Stati Uniti       | 60                |

### Classifiche di fine anno
| Classifica (2016) | Posizione |
| ----------------- | --------- |
| Australia         | 20        |
| Nuova Zelanda     | 22        |